# Sichelschwanz-Paradiesvogel
Der Sichelschwanz-Paradiesvogel (Diphyllodes magnificus, Syn.: Cicinnurus magnificus) ist eine Vogelart aus der Gattung cicinnurus innerhalb der Familie der Paradiesvögel (Paradisaeidae). Er gehört innerhalb der Familie zu den kleineren Arten. Der Sichelschwanz-Paradiesvogel ist hauptsächlich in den Bergwäldern von Neuguinea verbreitet und kommt dort in Höhen bis zu 1450 (selten 1600) Metern vor. Namensgebend ist das drahtartig verlängerte und nach außen gebogene und sichelförmige mittlere Steuerfederpaar.
Die Bestandssituation des Sichelschwanz-Paradieselvogels wird von der IUCN als ungefährdet (least concern) eingestuft. Es werden drei Unterarten unterschieden.

## Beschreibung

### Körperbau und -maße
Der Sichelschwanz-Paradiesvogel erreicht eine Körperlänge von 19 und inklusive des Schwanzgefieders von 26 Zentimeter. Die Weibchen dagegen messen lediglich 19 Zentimeter, wobei ihr Schwanzgefieder abgesehen von dem mittleren Steuerfederpaar länger ist als das der Männchen. Der Schnabel hat eine Länge von 2,6 bis 3,3 Zentimeter. Das Gewicht liegt bei 73 und 94 Gramm. Sie sind damit ausgesprochen kleine Paradiesvögel. Auch die Männchen fallen im Waldesinnere überwiegend durch ihre Rufe auf, das farbenprächtige Gefieder ist im Waldesinneren kaum auszumachen.

### Männchen

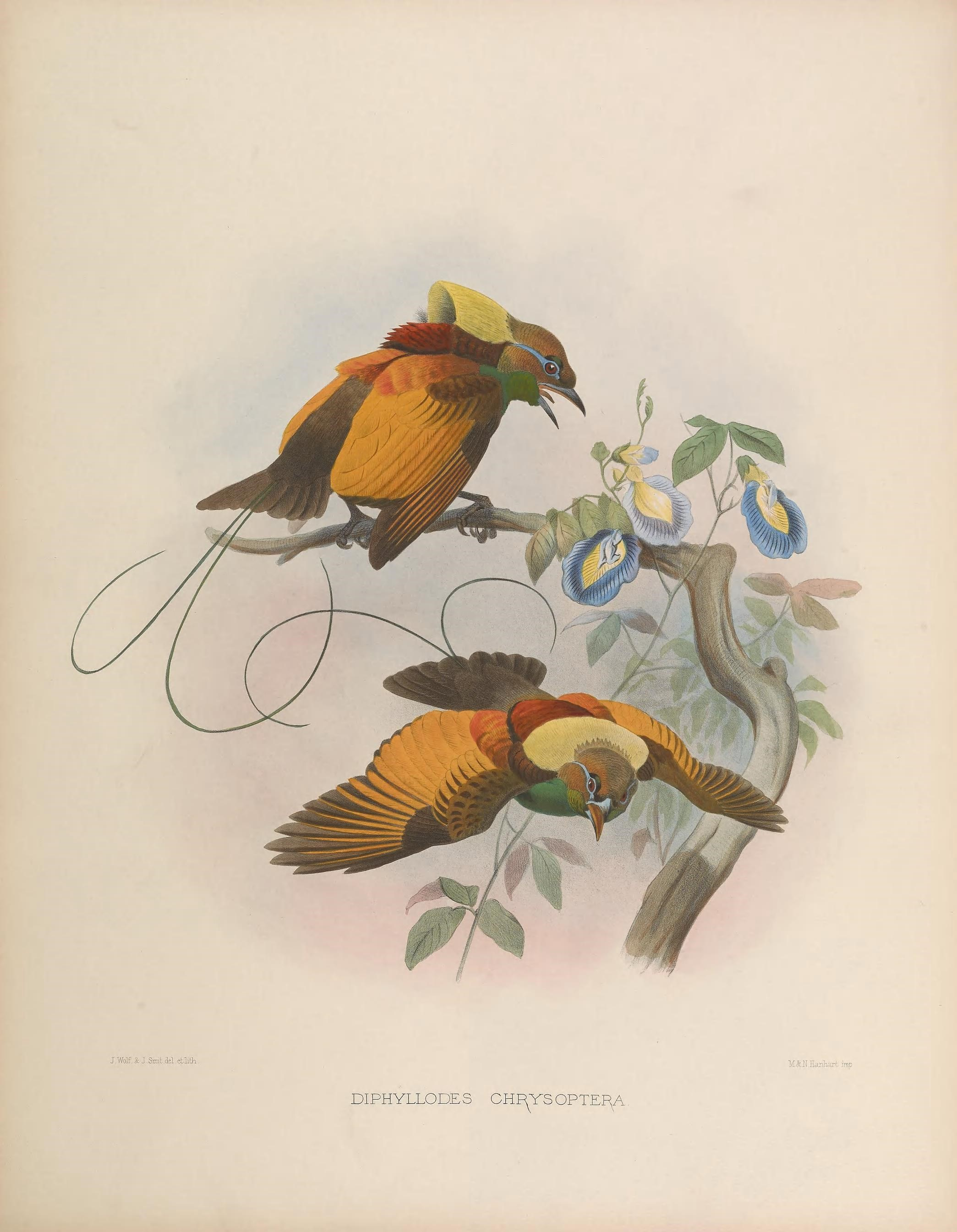
Sichelschwanz-Paradiesvogel

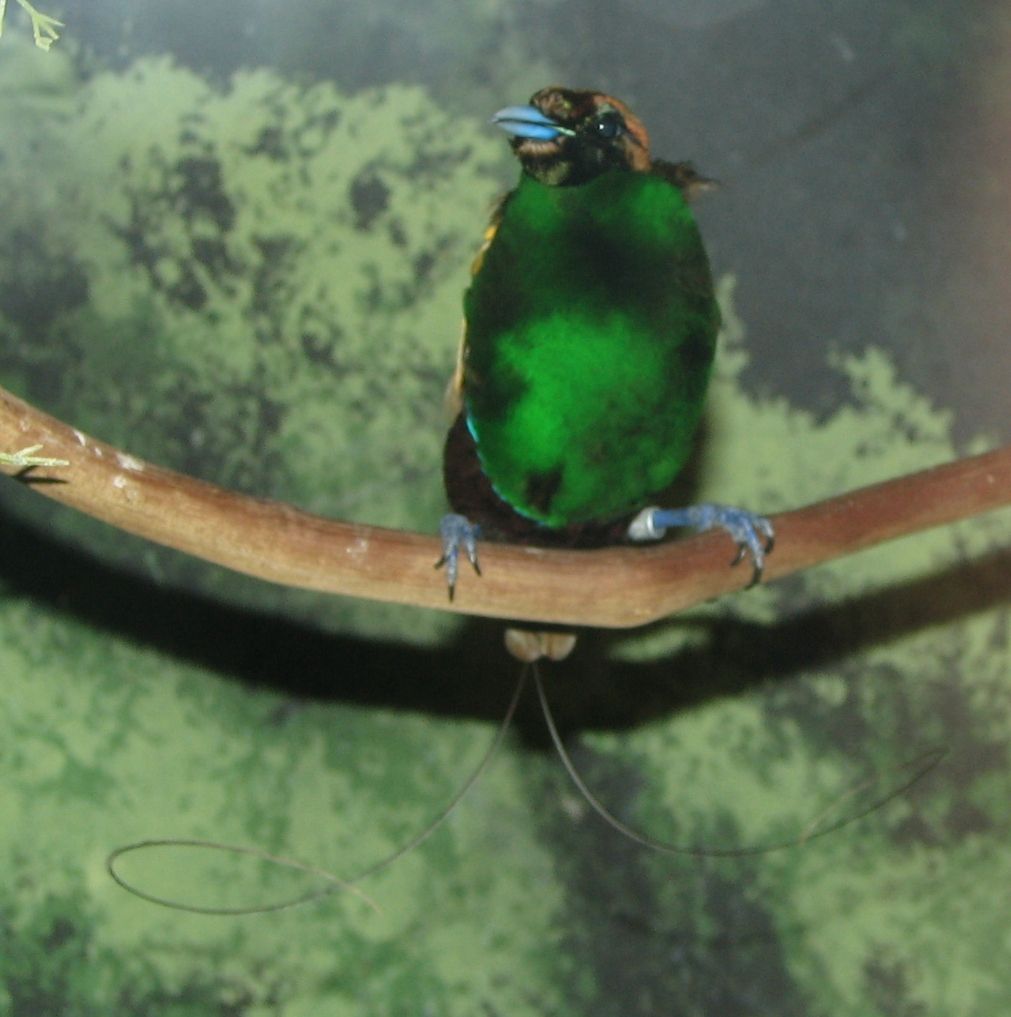
Die intensiv grün schimmernde Kehle und Brust eines männlichen Sichelschwanz-Paradiesvogels

Der Kopf und die Nackenfedern sind kurz und individuell unterschiedlich braun gefärbt. Auf dem Scheitel weisen die Federn dunklere Spitzen auf, wodurch das Gefieder hier leicht geschuppt wirkt. Die Kopfseiten und die Ohrdecken sind erdbraun. Ein kleiner Fleck auf den Zügeln schimmert intensiv dunkelgrün und ein samtschwarzer Halbkreis umgibt die Augen. Die Nackenfedern sind verlängert und enden gerade, sie sind von schwefelgelber Farbe und bilden bei bestimmten Lichteinfall intensiv schimmernde weiße Schlaglichter, so dass sie wie geschmolzenes Glas wirken. An den Seiten diesen Nackenschopfes können sich auch einzelne olivbräunliche bis rotbräunliche Federn befinden, die schwärzliche Federspitzen haben.
Das Rückengefieder, das unter den verlängerten Nackenfedern nur in Form eines Halbkreises sichtbar ist, ist dunkel karminrot und hat schwärzliche Spitzen. Auch dieses Gefieder glänzt so stark, dass es an geschmolzenes Glas erinnert. Der untere Rücken und der Bürzel sind in einem individuell unterschiedlichen Maße erdbraun bis dunkel olivfarben. dieses Gefieder glänzt gleichfalls intensiv. Die Oberschwanzdecken sind dunkelbraun mit einem matt dunkelgrünen Schimmer. Die kleinen Flügeldecken sind olivfarben, die großen Flügeldecken und die Arm- und Handschwingen sind dunkelbraun mit rotbraunen Federsäumen. Das Schwanzgefieder ist auf der Oberseite dunkel olivfarben. Das mittlere Steuerfederpaar ist zu zwei feinen „Sicheln“ entwickelt, die sich am Ende des normalen Schwanzgefieder kreuzen. Diese „Sicheln“ haben nur äußerst schmale Außenfahnen, die stark mineralisch glänzen. Auf der Oberseite ist der Glanz blaugrün, auf der Unterseite ist der Glanz olivfarben.
Das Gefieder an Kehle und Kinn ist weich und etwas verlängert. Es ist schwarzbraun mit einem dunkelgrünen intensivem Schimmer. Von der unteren Kehle bis zu der unteren Brust schimmert das Gefieder intensiv dunkelgrün, die verlängerten Federn bedecken noch den Bauch. In der Körpermitte verläuft von der Kehle über die Brust eine Linie von schuppenartig verbreiteter Federn, die intensiv türkisgrün (Cyan) schimmert. Diese Federn sind sehr fein dunkelgrün quergebändert. Auch die Federspitzen an den äußeren Rändern des Brustgefieders weist diesen Farbton auf. Er kann bei bestimmten Lichteinfall auch kobaltblau schimmern. Das gesamte Brustgefieder bildet bei bestimmten Lichtverhältnissen auch magentafarbene oder tief violette Schlaglichter und kann bei anderem Licht sogar samtschwarz wirken. Der Bereich vom Bauch bis zu den Unterschwanzdecken ist schwarzbraun mit einem leichten violetten Schimmer.
Der Schnabel ist kalkig graublau, das Schnabelinnere ist blassgrün. Die Iris ist dunkelbraun, die Beine und Füße sind dunkelblau.

### Weibchen
Die Weibchen haben einen etwas größeren Körper als die Männchen. Der Kopf ist olivfarben mit einer leicht erdbraunen Tönung. Über dem Auge sind sie gleicht gepunktet und grauweiß gebändert. Die Federn des Scheitels haben dunklere Federspitzen, wodurch das Gefieder an dieser Stelle leicht geschuppt wirkt. Vom Mantel bis zu den Oberschwanzdecken sind sie olivbraun. Das Kinn ist ebenfalls olivfarben, ein Bartstreif und die Kehle sind schmutzig weiß mit dunkelbraunen kleinen Flecken. Die übrige Körperunterseite ist blass rotbraun bis zimtfarben und weist eine einheitlich dunkel olivbraune Querbänderung auf. Der Schnabel ist etwas dunkler als bei den Männchen. Die Iris ist wie bei diesen dunkelbraun und die Beine und Füße sind dunkelblau.

### Subadulte
Noch nicht geschlechtsreife Jungvögel, sogenannte Subadulte, haben ein Gefieder, das dem der Weibchen entspricht. Subadulte Männchen weisen allerdings bereits einzelne Federn auf, die dem Gefieder der adulten Männchen entsprechen. Ein im August des Jahres 1969 im Gefieder eines adulten Weibchens gefangener Vogel begann erst im September 1975, das Gefieder eines adulten Männchens zu zeigen. Er war zu diesem Zeitpunkt also mindestens sechs Jahre alt. Ein anderer, in Gefangenschaft herangezogener Sichelschwanz-Paradiesvogel begann dagegen in seinem dritten Lebensjahr, die sichelförmigen Schwanzfedern eines Männchens zu entwickeln.

## Verbreitungsgebiet, Unterarten und Lebensraum

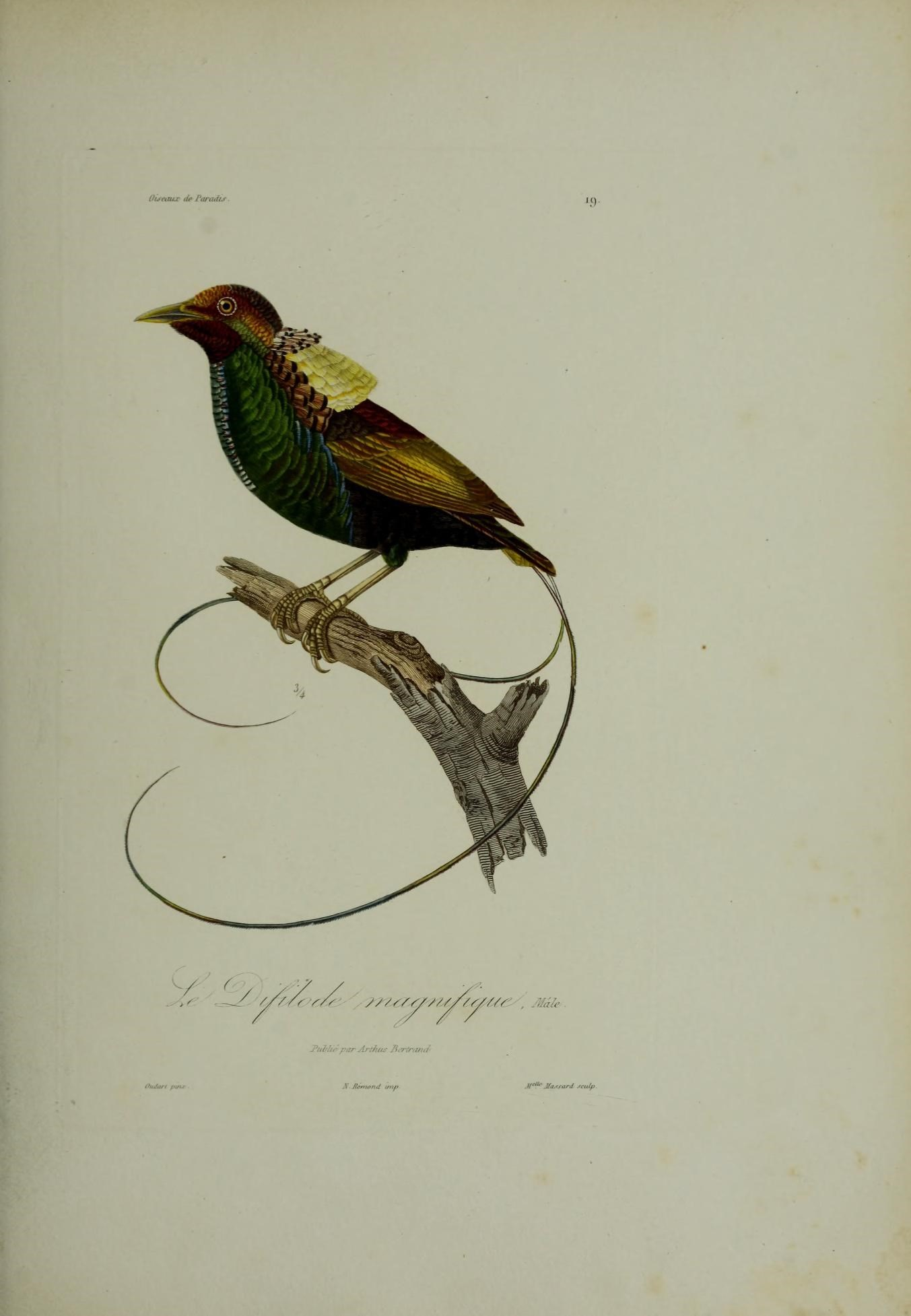
Sichelschwanz-Paradiesvogel

Der Sichelschwanz-Paradiesvogel ist auf Neuguinea weit verbreitet. Das Verbreitungsgebiet erstreckt sich disjunkt vom äußersten Westen des Vogelkop, einer Halbinsel im Westen Neuguineas bis zur Ostspitze dieser nach Grönland zweitgrößten Insel der Welt. Er fehlt allerdings in den südlichen Tiefebenen Neuguineas. Der Sichelschwanz-Paradiesvogel kommt außerhalb von Neuguinea auf den zwei unmittelbar vor der Küste Neuguineas liegenden Inseln Yapen und Salawati vor. Yapen ist eine Insel in der Cenderawasih-Bucht. Salawati ist eine der vier Hauptinseln des Archipels von Raja Ampat vor der Küste Westneuguineas.
Es werden insgesamt drei Unterarten unterschieden:
- Diphyllodes magnificus magnificus (J. R. Forster, 1781) – Vorkommen auf Swalawati und im Nordwesten von Neuguinea (Norden und Osten des Vogelkop, Wandammenhalbinsel, Onin-Halbinsel)
- Diphyllodes magnificus chrysopterus Elliot, 1873 – Vorkommen auf Yapen, im Westen und im Zentralgebiet von Neugebiet bis zur Wasserscheide zwischen Sepik und Wahgi sowie das Adelbert-Gebirge.
- Diphyllodes magnificus hunsteini A. B. Meyer, 1885 – Vorkommen im Osten und Südosten Neuguineas. Das Gebiet reicht vom oberen Einzugsgebiet des Flusses Fly, dem Einzugsgebiet des Flusses Waage bis zur Huon-Halbinsel.

Die Höhenverbreitung der Art reicht von hügeligen Regionen in den Tiefebenen bis in Höhenlagen von 1780 Meter. Sie ist allerdings häufiger unterhalb von 1400 Metern anzutreffen. Der Lebensraum sind Wälder mit einer Präferenz für Bergwälder. In den Regenwälder der Tiefebenen kommt sie kaum vor.

## Lebensweise und Nahrung
Der Sichelschwanz-Paradiesvogel lebt überwiegend einzelgängerisch. Trupps von Vögeln im Gefieder adulter Weibchen sind allerdings auch schon in gemischten Schwärmen mit anderen Vögeln, unter anderem Honigfresser und Nektarvögeln beobachtet worden. Er ernährt sich von Früchten, Insekten und Spinnen. Nach heutiger Erkenntnis decken sie etwa 70 Prozent ihres Nahrungsbedarfes mit Früchten ab. Einzelne Individuen sind dabei beobachtet worden, wie sie Früchte mit den Füßen festhalten und mit dem Schnabel auseinanderreißen. An den traditionellen Balzplätzen, wo sich die Männchen häufig aufhalten, finden sich häufiger Goldbrusttauben und Erdtauben ein, um die Fruchtteile und Samen zu fressen, die die Sichelschwanz-Paradiesvögel haben fallen lassen.

## Fortpflanzung
Sichelschwanz-Paradiesvögel sind polygyn, das heißt, dass ein Männchen sich nach Möglichkeit mit mehreren Weibchen paart. Die Weibchen ziehen jeweils den Nachwuchs alleine groß.

### Balzplatz
Männchen zeigen nur am Balzplatz ein Territorialverhalten. Diesen Balzplatz, der mehrere Quadratmeter groß sein kann, wird von ihnen sorgfältig von Blattwerk gereinigt. Typisch für einen Balzplatz sind mehrere bereits mehrere Meter hohe Baumschösslinge, Das Männchen sitzt häufig auf den vertikalen, schlanken Stämmen und befreit diese Schösslinge von jeglichem Blattwerk. Er bewegt sich an diesen Stämmen so häufig auf und ab, dass diese regelmäßig sehr glatt sind. Die einzelnen Balzplätze, von denen einige über mehrere Jahre bestehen, sind nicht weit voneinander entfernt. Der Abstand beträgt zwischen 170 und 280 Meter. Zwei beobachtetes Männchen unterhielten sogar jeweils zwei Balzplätze, die voneinander 60 beziehungsweise 70 Meter entfernt lagen. Die Balzplätze sind verschiedentlich mit den sorgfältig gepflegten Balzplätzen einiger Laubenvögel verglichen worden.

### Balz

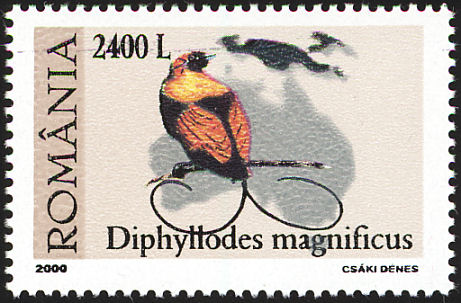
Männlicher Sichelschwanz-Paradiesvogel, rumänische Briefmarke

Die Männchen zeigen unterschiedliche Balzverhalten, die aber alle um die vom Blattwerk befreiten, glattstämmigen Schösslinge stattfinden. Die häufigste Balz ist ein Verhalten, bei dem die Männchen in einem regelmäßige, fast pulsierenden Abstand ihr Brustgefieder auffächern. Dabei reichen die Federn der Brustseiten fast bis an die Kopfseiten. Die Männchen sitzen dabei auf Warten nicht höher als 30 Zentimeter über dem Boden oder stehen auf dem Boden. Sie zeigen diese Form der Balz auch dann, wenn kein Weibchen in der Nähe ist.
Alternativ zu diesem Verhalten klammern sie sich an einen der vertikalen Stämme der Schösslinge auf ihrem Balzplatz und zeigen ein ähnliches, pulsierendes Auffächern ihres Brustgefieders. Meist folgt dieses Verhalten einem Reinigen ihres Balzplatzes. Sie zeigen gelegentlich aber auch ein Verhalten, bei dem sie das Nackengefieder stark sträuben. Das Sträuben des Nackengefieders ist aber auch eine der Reaktionen, wenn sich ein Weibchen dem Balzplatz nähert. Es gibt auch ein Verhalten, bei dem sowohl Nacken- als auch Brustgefieder gesträubt sind. Eine weitere Form der Balz wird nach der erfolgten Paarung mit einem Weibchen gezeigt. Auch hier klammern sie sich an einen der vertikalen Schösslingstämme, das Brust- und Nackengefieder ist gesträubt, das Schwanzgefieder inklusive der sichelförmigen Steuerfedern weisen steil nach oben. Der Schnabel ist geöffnet, zeigt das auffällig gefärbte Schnabelinnere und weist in Richtung des Weibchens.

### Nest und Gelege
Es wurden bis jetzt nur wenige Nester gefunden. Diese befanden sich in einer Höhe zwischen 3,6 und 4,3 Meter in Schraubenbäumen oder im Schlingpflanzendickicht. Eines der Nester war aus grünem Moos und Tierpelz gebaut und der Nestnapf mit kleinen Pflanzenfasern ausgelegt. Ein zweites Nest bestand aus Moos, trockenen Blättern, einigen Pflanzenteilen.
Das Gelege besteht gewöhnlich aus zwei Eiern. Diese haben eine rosa-weißlich mit den für die Eigentlichen Paradiesvögeln typischen länglichen Flecken in Violett bis Dunkelgrau. Die Eier werden ausschließlich vom Weibchen bebrütet. Diese beginnt mit dem Brutgeschäft nach der Ablage des ersten Eis. Bei in Gefangenschaft nachgezüchteten Sichelschwanz-Paradiesvögeln betrug die Brutzeit zwischen 18 und 19 Tagen. Die Nestlinge blieben bis zu ihrem 17. oder 18. Lebenstag im Nest. Ab ihrem 38. Lebenstag waren sie vom Weibchen unabhängig.

## Hybride mit anderen Paradiesvögeln
Die Neigung von Paradiesvögeln, sich mit anderen Arten ihrer Familie zu kreuzen, ist bereits zu Beginn des 20. Jahrhunderts von Anton Reichenow und damit fast früher als für jede andere Vogelfamilie beschrieben worden.
Beim Sichelschwanz-Paradiesvogel kommt es sowohl mit anderen Arten der Gattung Cicinnurus als auch anderen Paradiesvögeln zu natürlichen Hybriden. Die häufigste Kreuzung sind solche mit dem Königs-Paradiesvogel, der zur Gattung Cicinnurus zählt. Der französische Zoologe Jacques Berlioz beschrieb bereits 1927 einen Hybrid zwischen dem Königs-Paradiesvogel und dem Silchelschwanzparadiesvogel. Bis zum Jahre 2006 waren insgesamt 26 Männchen bekannt, die aus solchen Kreuzungen hervorgegangen waren. Weibchen aus solchen Kreuzungen sehen dem weiblichen Elternvogel so ähnlich, dass es am äußeren Erscheinungsbild nicht auszumachen ist, dass sie aus Elternvögel zweier verschiedener Arten haben. Daneben wurden Kreuzungen mit dem Pracht-Kragenparadiesvogel festgestellt. Die drei Männchen, die aus einer Kreuzung dieser zwei Arten hervorgingen, wurden wissenschaftlich zunächst als Lamprothorax Wilhelmine beschrieben. Dagegen gibt es nur einen Vogelbalg in den wissenschaftlichen Sammlungen, der eine Kreuzung des Sichelschwanz-Paradiesvogels mit dem Kleinen Paradiesvogel nahelegen.

## Haltung
Sichelschwanz-Paradiesvögel werden gelegentlich in Zoologischen Gärten gezeigt. Die erfolgreiche Nachzucht gelang 1984 dem Baiyer River Sanctuary, Papua-Neuguinea. Eine Nachzucht gab es auch 1994 im Zoo von Honolulu, wo die Nestlinge allerdings mit der Hand aufgezogen werden muss.
Grundsätzlich passen sich Sichelschwanz-Paradiesvögel gut der Volierenhaltung an. Sie benötigen eine große, warme Voliere, die aber nicht unbedingt hoch sein muss. Sie brauchen außerdem Zugang zu einem Wasserbecken und/oder Sprinkler, um ihr Badebedürfnis befriedigen zu können. Sie sind bereits erfolgreich mit dem Pracht-Kragenparadiesvogel in einer Voliere gehalten worden.